# Salvatore Signorelli
Salvatore Signorelli (Catania, 25 gennaio 1969) è un pallamanista e allenatore di pallamano italiano, di ruolo centrale. Ricopre l'incarico di allenatore del settore giovanile della Pallamano Aretusa.

## Carriera

### Giocatore

#### Club
Cresciuto nelle file dell'Ortigia Siracusa. Nel 1987 vince il suo primo scudetto con la formazione siciliana. Si ripeterà nei successivi due anni, inanellando con il club che lo lancia nel panorama pallamanistico ben 3 scudetti. In massima serie indosserà anche i colori granata dell'Handball Club Rosolini. 

### Allenatore
Nell'agosto 2018, dopo diversi anni trascorsi ad allenare il settore giovanile dell'Albatro Siracusa, passa ad allenare nel campionato di Serie A2 la neonata società della Pallamano Aretusa..

## Palmarès

### Giocatore

#### Club
- Campionato italiano di pallamano maschile: 3

Ortigia Siracusa: 1986-1987
Ortigia Siracusa: 1987-1988
Ortigia Siracusa: 1988-1989